# Oratorio del Santissimo Sacramento e delle Cinque Piaghe
L’oratorio del Santissimo Sacramento e delle Cinque Piaghe è una chiesa di Roma, nel rione Parione, in via dei Baullari.
La chiesa appartiene alla confraternita del Santissimo Sacramento e delle Cinque Piaghe, fondata da papa Giulio II all'inizio del XVI secolo e sovvenzionata dalle generose largizioni di una nobildonna spagnola, Teresa Enriquez. Nel 1611 la confraternita affidò all'architetto Giulio Rainaldo l'incarico di edificare l'oratorio di fronte alla porta di san Lorenzo in Damaso. Nel 1617 incominciò la costruzione dell'oratorio, la cui facciata originariamente sorgeva nella piazza dell'Aquila. Nel 1863, in seguito ai restauri eseguiti da Luigi Tedeschi, la facciata fu voltata su via dei Baullari.
La facciata presenta, sopra il timpano, un attico con statue di quattro angeli, e una finestra al centro con decorazione ai lati.
L'oratorio è luogo sussidiario di culto della parrocchia di San Lorenzo in Damaso.